# Focuri
Focuri – wieś w Rumunii, w okręgu Jassy, w gminie Focuri. W 2011 roku liczyła 3852 mieszkańców.